# Vlekkige korstkogelzwam
De vlekkige korstkogelzwam (Nemania confluens) is een schimmel behorend tot de familie Xylariaceae. Hij leeft saprotroof op rottende takken en hout van loofbomen..

## Kenmerken
De perithecia zijn klein (0,5-0,8 mm). Er is geen subiculum aanwezig rond volwassen perithecia. De sporenlengte is 15 tot 18 µm en het apicaal apparaat is breder dan hoog (2,5-3 × 3-4,5 µm).

## Verspreiding
De vlekkige korstkogelzwam komt in Nederland vrij zeldzaam voor. Hij staat niet op de rode lijst en is niet bedreigd.